# 赫沃希夫卡 (斯拉武塔區)
50°29′21″N 27°11′59″E / 50.48917°N 27.19972°E

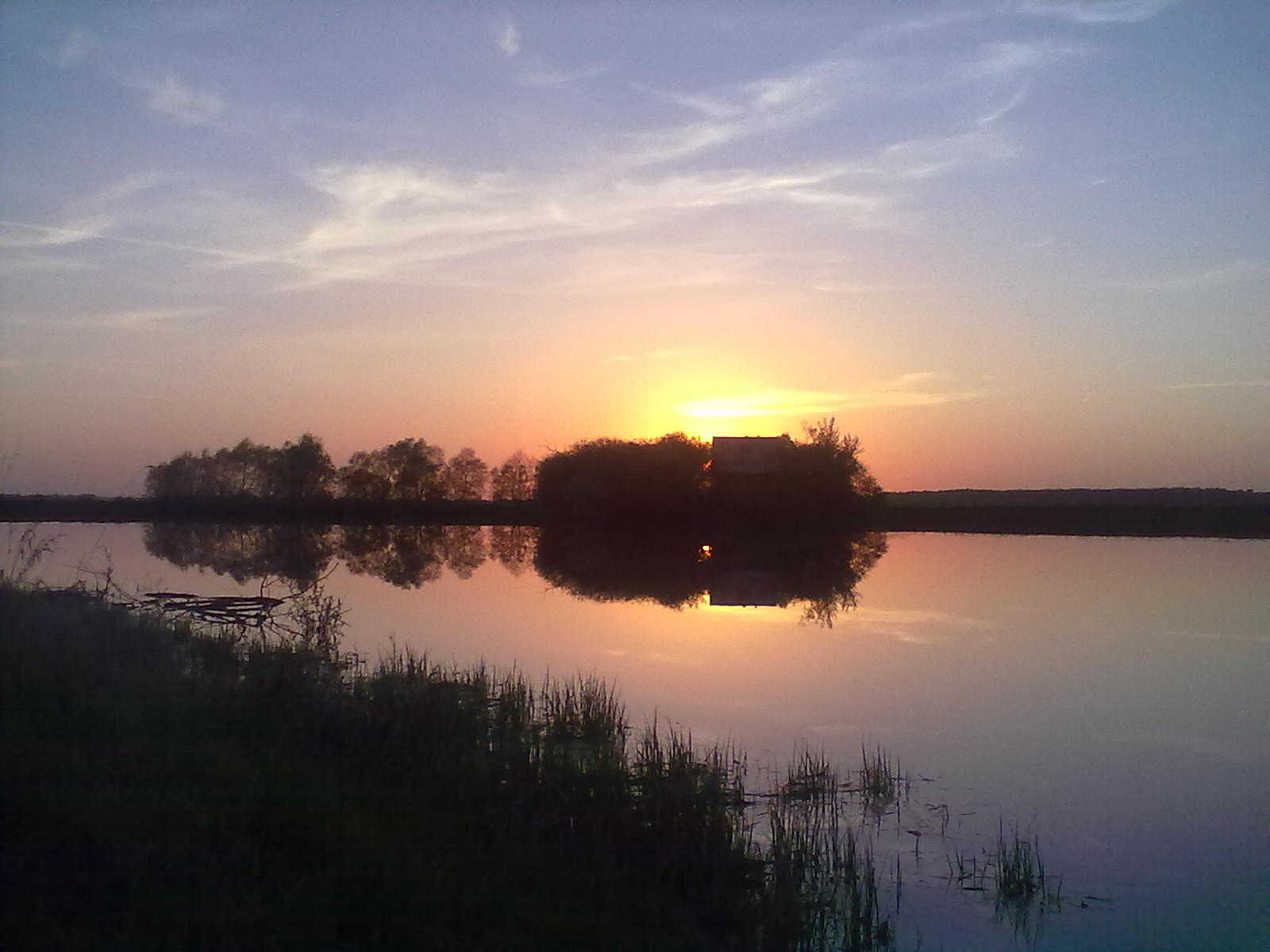

赫沃希夫卡（烏克蘭語：Хвощівка），是烏克蘭西部的村莊，隸屬赫梅利尼茨基州的舍佩蒂夫卡區。該村面積1.67平方公里，海拔高度228米，2001年人口437，人口密度每平方公里261.7人。